# Die Olsenbande fliegt über die Planke
Die Olsenbande fliegt über die Planke ist eine dänische Kriminalkomödie aus dem Jahr 1981. Es handelt sich um den zwölften Film mit der Olsenbande. Gemeinsam mit dem darauf folgenden Film Die Olsenbande fliegt über alle Berge erzählt der Film eine einheitliche Geschichte von etwa drei Stunden Länge.

## Handlung
Egon hatte im Gefängnis eine furchtbare Zeit – der neue Direktor hat Psychologie studiert und möchte ihn in der psychiatrischen Abteilung unterbringen lassen. Deshalb möchte Egon sich zur Ruhe setzen und plant nur noch einen letzten, vollkommen ungefährlichen Coup, bei dem lediglich „ein paar Milliönchen“ herausspringen sollen. Yvonne ist den gesamten Film hindurch mit der Planung ihrer Silberhochzeit beschäftigt und kann an nichts anderes denken, so müssen Benny und Kjeld in jeder freien Minute das Tafelsilber putzen. Egon bietet Yvonne und Kjeld in einer feierlichen Rede an, aus Dankbarkeit ihnen gegenüber die Feier zu finanzieren, und bekommt damit Yvonnes Zustimmung, Kjeld in seinen Coup einzuspannen.
Die Olsenbande bricht trickreich wie üblich in die Zentrale der Versicherungsgesellschaft Hoher Norden ein (Hilfsmittel: ein Stinkekäse, eine Christbaumkerze, eine Bambusstange und eine Tageszeitung) und stiehlt aus dem dortigen Franz-Jäger-Tresor – dem letzten Stück, das Franz Jäger 1944 gebaut hat, was sie in ganz würdevolle Stimmung versetzt – einen Koffer mit Geld, das der Direktor der Gesellschaft, Bang-Johansen, und sein Vizedirektor Hallandsen veruntreut haben. 
Bald stellt sich heraus, dass der Verlust dieses Geldkoffers für die beiden Geschäftsleute weit schwerer wiegt als angenommen. Denn der Pförtner der Gesellschaft, das Dumme Schwein (Ove Verner Hansen), wird auf Egon angesetzt und schafft es auch mehrmals, Egon zu überwältigen, doch Benny und Kjeld können ihn immer wieder befreien. 
Nachdem die Bande schließlich am Kopenhagener Flughafen den Koffer Hallandsen abgenommen hat, der zu einer Tagung nach Paris reisen will, stellt sich heraus, dass darin kein Geld mehr ist. Doch Benny entdeckt in dem Koffer einen doppelten Boden, der einen Umschlag mit Geschäftspapieren enthält. Demnach arbeiten Bang-Johansen und Hallandsen für einen internationalen Waffenhändlerring, der verbotene Geschäfte auf der ganzen Welt abwickelt.
Mit diesem Wissen möchte Egon Bang-Johansen erpressen, schließt aber vor den Verhandlungen eine hohe Lebensversicherung ab, so dass sich seine Tötung für die Gesellschaft nicht lohnt. Trotzdem wird er vom Dummen Schwein gekidnappt. In letzter Sekunde können ihn Kjeld und Benny in einer Chemiefabrik retten, wo das Dumme Schwein ihn in einen Kessel mit einer höchst ätzenden blubbernden Flüssigkeit werfen will. 
Damit endet der Film und zeigt nur noch einige Vorschaubilder auf den nächsten Teil.